# 1-й кавалерийский корпус (вермахт)
1-й кавалерийский корпус (нем. I. Kavallerie-Korps) — оперативно-тактическое объединение сухопутных войск вооружённых сил нацистской Германии периода Второй мировой войны. 
Создан 25 мая 1944 на территории генерал-губернаторства (Польша), с использованием штаба 78-го армейского корпуса.

## Боевой путь корпуса
С августа 1944 года — в составе группы армий «Центр», бои в районе реки Нарев.
С ноября 1944 года — бои в Восточной Пруссии.
В январе 1945 года — корпус переброшен в Венгрию. Закончил войну в мае 1945 года в Австрии.

## Состав корпуса
В сентябре 1944:
- 3-я кавалерийская бригада
- 4-я кавалерийская бригада
- 14-я моторизованная дивизия
- 102-я пехотная дивизия
- 129-я пехотная дивизия

В марте 1945:
- 6-я танковая дивизия
- 3-я кавалерийская дивизия
- 4-я кавалерийская дивизия
- 96-я пехотная дивизия
- 711-я пехотная дивизия
- 23-я дивизия венгерской армии

## Командующий корпусом
- Генерал кавалерии Густав Хартенек (взят в плен 10 мая 1945)